# Taiarapu
Taiarapu (fr. Presqu’île de Taiarapu; znany również jako Tahiti Iti) – półwysep w Polinezji Francuskiej, położony we wschodniej części wyspy Tahiti, połączony z resztą wyspy przesmykiem Taravao.